# Haskell (Oklahoma)
Haskell es un pueblo ubicado en el condado de Muskogee en el estado estadounidense de Oklahoma. En el año 2010 tenía una población de 2007 habitantes y una densidad poblacional de 358,39 personas por km².

## Geografía
Haskell se encuentra ubicado en las coordenadas 35°49′12″N 95°40′37″O / 35.82000, -95.67694 (35.819951, -95.676956).

## Demografía
Según la Oficina del Censo en 2000 los ingresos medios por hogar en la localidad eran de $25,542 y los ingresos medios por familia eran $29,196. Los hombres tenían unos ingresos medios de $26,413 frente a los $19,926 para las mujeres. La renta per cápita para la localidad era de $12,805. Alrededor del 21.8% de la población estaban por debajo del umbral de pobreza.